# Ture Sventon i Venedig
Ture Sventon i Venedig (1973) är den nionde och sista boken om detektiven Ture Sventon av Åke Holmberg.

## Handling
Markis Oscar Pronto har förlorat sin värdefullaste tavla, "Fåraherden". Samtidigt ser han en "spindel" (fasadklättrare) klänga på en vägg. Spindeln har ovanliga, moderna, blixtmönstrade byxor. Likadana byxor har Floriano Bassi, som är förlovad med Flora, markisens brorsdotter. Flora bor hos sin farbror eftersom båda hennes föräldrar är döda. Markis Pronto misstänker att Floriano Bassi är en spindel.
Markisen reser till Stockholm och uppsöker Ture Sventon. Sventon reser till Venedig. Där möter han herr Omar som genast blir reservspanare. Ture Sventon och herr Omar får bo i palazzo Pronto tillsammans med markisen och Floriano; inför den sistnämnde utger de sig för att vara husets nya kock och betjänt. Flora, som är operasångerska, har markisen skickat till Rom för att få bort henne från Floriano. En natt går Floriano Bassi ut. Ture Sventon skuggar honom, men han försvinner. Av en slump ser Sventon en spindel klättra på en fasad. Spindeln har moderna, blixtmönstrade byxor. Sventon hämtar herr Omar och de tar en av spindelns vaktposter till fånga. Sventon byter kläder med fången och låtsas vara honom. Sventon följer med ligan till lagret. Nästa dag sätter han fast ligan och lämnar tillbaka "Fåraherden". Floriano Bassi var inte alls spindel; den riktiga skurken hade bara köpt ett par likadana byxor för att Floriano skulle få skulden. Ledaren för ligan är Ville Vessla.

## Kommentar
Det medverkar inga barn i den här boken; i stället finns ett romantiskt inslag, som saknas i de andra böckerna, i form av det unga kärleksparet.